# Ocland
Ocland é uma comuna romena localizada no distrito de Harghita, na região histórica da Transilvânia. A comuna possui uma área de 62.97 km² e sua população era de 1286 habitantes segundo o censo de 2007.